# Бертран Лемерсьє
Бертран Лемерсьє (фр. Bertrand Lemercier; нар. 1 березня 1968) — колишній французький тенісист.
Найвищу одиночну позицію світового рейтингу — 486 місце досяг 2 травня 1994, парну — 180 місце — 26 липня 1993 року.
Здобув 1 парний титул.

## Титули Туру
| Легенда               |
| --------------------- |
| Великий шлем (0)      |
| Серія Мастерс ATP (0) |
| Тур ATP (0)           |
| Челленджери (1)       |

### Парний розряд
| Результат | Дата         | Категорія  | Турнір             | Покриття | Партнер       | Суперники                | Рахунок  |
| --------- | ------------ | ---------- | ------------------ | -------- | ------------- | ------------------------ | -------- |
| Перемога  | серпень 1992 | Челленджер | Стамбул, Туреччина | Тверде   | Стефан Сіміан | Роджер Сміт Роберто Саад | 7–6, 7–6 |